# Martyn Lloyd-Jones
David Martyn Lloyd-Jones (20 décembre 1899 - 1er mars 1981) est un pasteur et médecin congrégationaliste gallois qui est influent dans l'aile calviniste du mouvement évangélique britannique au XXe siècle. Pendant près de 30 ans, il est ministre de la chapelle Westminster à Londres.

## Biographie

### Jeunesse et ministère
Lloyd-Jones est né à Cardiff le 20 décembre 1899 et grandit à Llangeitho, dans le Cardiganshire. Son père est épicier et il a deux frères : Harold est décédé pendant la pandémie de grippe de 1918, tandis que Vincent devient juge à la Haute Cour. Llangeitho est associé au renouveau méthodiste gallois, car c'est le lieu du ministère de Daniel Rowland (en). Fréquentant un lycée de Londres entre 1914 et 1917, puis l'hôpital St Bartholomew en tant qu'étudiant en médecine, il commence en 1921 à travailler comme assistant du médecin royal, Thomas Horder. Lloyd-Jones obtient un diplôme de médecine de l'Université de Londres et devient membre du Royal College of Physicians. Après avoir lutté pendant deux ans sur ce qu'il considère comme un appel à prêcher, Lloyd-Jones retourne au Pays de Galles en 1927, après avoir épousé Bethan Phillips (avec qui il a plus tard deux enfants, Elizabeth et Ann), acceptant une invitation à exercer le ministère. dans une église d'Aberavon (Port Talbot).

### Chapelle de Westminster

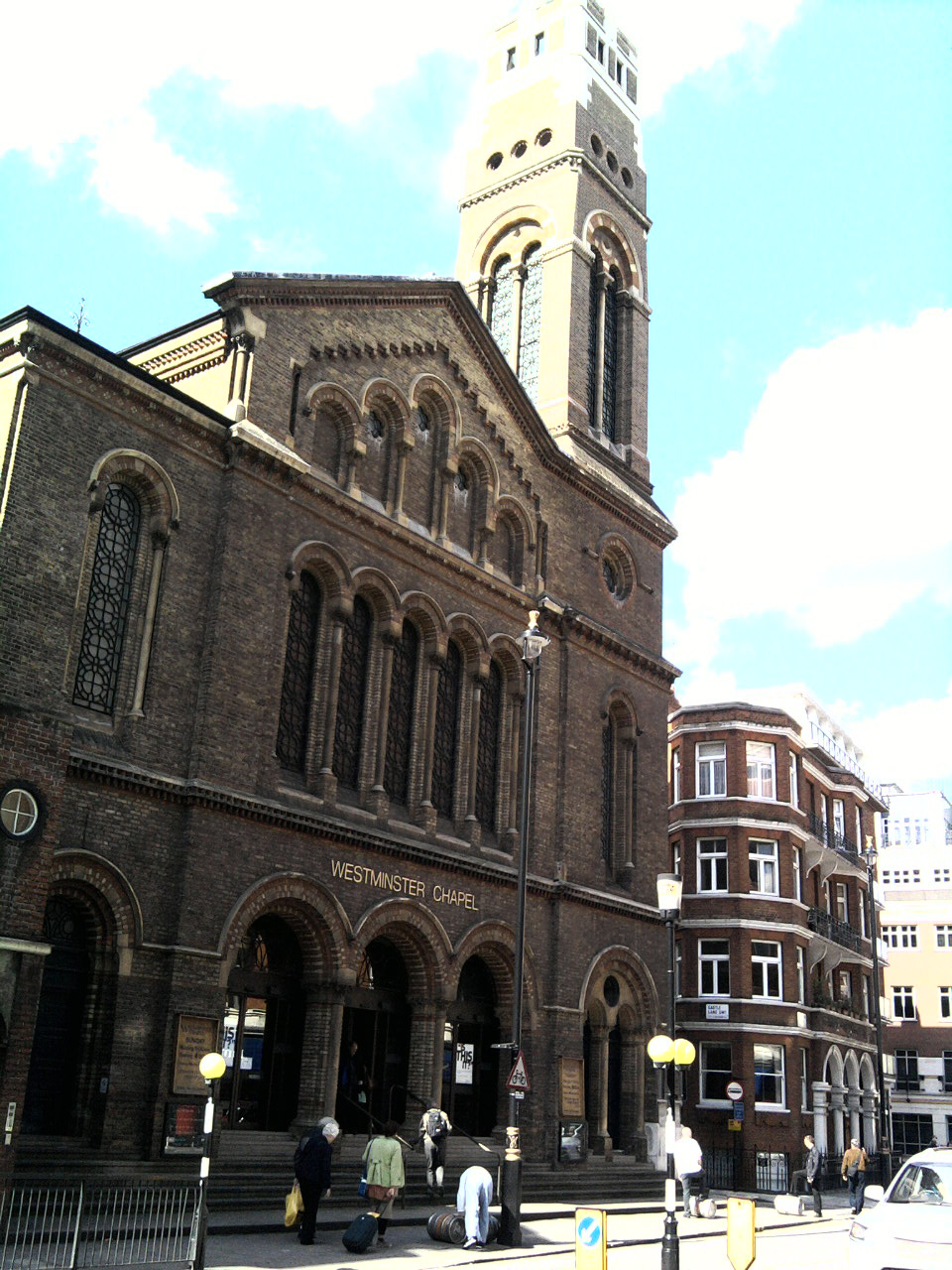
Chapelle de Westminster à partir de 2009

Après une décennie de ministère à Aberavon, en 1939, il retourne à Londres, où il est nommé pasteur associé de la chapelle de Westminster, travaillant aux côtés de G. Campbell Morgan (en). La veille de son acceptation officielle dans ses nouvelles fonctions, la Seconde Guerre mondiale éclate en Europe. Au cours de la même année, il devient président de l'Inter-Varsity Fellowship of Students, connue aujourd'hui sous le nom d'Universities and Colleges Christian Fellowship. Pendant la guerre, lui et sa famille déménagent à Haslemere, dans le Surrey. En 1943, Morgan prend sa retraite, laissant Lloyd-Jones comme seul pasteur de la chapelle de Westminster.
Lloyd-Jones est fortement opposé au christianisme libéral, qui est devenu partie intégrante de nombreuses confessions chrétiennes ; il considère cela comme aberrant. Il n'est pas d'accord avec l'approche large de l'Église et encourage les chrétiens évangéliques (en particulier les anglicans) à quitter leurs dénominations existantes. Il croit que la véritable communion chrétienne n’est possible qu’entre ceux qui partagent des convictions communes concernant la nature de la foi.
Lloyd-Jones est bien connu pour son style de prédication explicative, et les réunions du dimanche matin et soir auxquelles il officie attirent des foules de plusieurs milliers de personnes, tout comme les études bibliques du vendredi soir, qui sont, en fait, des sermons du même style. Il lui fallait plusieurs mois, voire plusieurs années, pour expliquer un chapitre de la Bible verset par verset. Ses sermons duraient souvent entre cinquante minutes et une heure, attirant de nombreux étudiants des universités et collèges de Londres.

### Polémique évangélique
Lloyd-Jones provoque un conflit majeur en 1966 lorsque, lors de l'Assemblée nationale des évangéliques organisée par l'Alliance évangélique, il appelle les évangéliques à se retirer des confessions dans lesquelles ils sont « unis aux gens qui nient et s'opposent aux questions essentielles de salut.". Cela est interprété comme faisant principalement référence aux évangéliques au sein de l'Église d'Angleterre, bien qu'il y ait un désaccord sur la question de savoir si telle était son intention, car il existe d'autres dénominations aux ailes libérales. Il y a également des désaccords sur ce à quoi ressemblerait dans la pratique la nouvelle ecclésiologie qu’il propose, bien qu’il parle d’« une communion, ou une association, d’églises évangéliques ».
Cependant, Lloyd-Jones est critiqué par le principal évangélique anglican John Stott. Bien que Stott ne devait pas prendre la parole, il utilise sa position de président de la réunion pour s'opposer publiquement à Lloyd-Jones, déclarant que son opinion est contre l'histoire et l'exemple de la Bible. Cet affrontement ouvert entre les deux hommes les plus influents de l’évangélisme britannique est largement rapporté dans la presse chrétienne et provoque une controverse considérable. Stott s'est ensuite excusé auprès de Lloyd-Jones pour avoir abusé de sa position de président.
Pourtant, le désaccord persiste et l'année suivante voit le premier Congrès national évangélique anglican, qui se tient à l'Université de Keele. Lors de cette conférence, en grande partie grâce à l'influence de Stott, les anglicans évangéliques s'engagent à participer pleinement à l'Église d'Angleterre, rejetant l'approche séparationniste proposée par Lloyd-Jones.
Ces deux conférences fixent effectivement l’orientation d’une grande partie de la communauté évangélique britannique. Bien qu'un débat soit en cours quant à la nature exacte des vues de Lloyd-Jones, elles ont sans doute amené les deux groupes à adopter des positions diamétralement opposées. Ces positions, et la scission qui en résulte, restent largement inchangées, au moins jusqu'en 1996.

### Fin de carrière
Bien qu'il ait passé la majeure partie de sa vie à vivre et à exercer son ministère en Angleterre, Lloyd-Jones est fier de ses racines au Pays de Galles. Il soutient le Mouvement évangélique du Pays de Galles : il est un orateur régulier à leurs conférences, prêchant en anglais et en gallois.
Lloyd-Jones prêche pour la dernière fois le 8 juin 1980 à la chapelle baptiste de Barcombe. Il meurt dans son sommeil à Ealing le 1er mars 1981, jour de la Saint-David. Il est enterré à Newcastle Emlyn, près de Cardigan, à l'ouest du Pays de Galles.